# Ferdinand von Lindemann
Carl Louis Ferdinand von Lindemann (n. 12 aprilie 1852, Hannover, Regatul Hanovra – d. 6 martie 1939, München, Germania Nazistă) a fost un matematician german, care a demonstrat, în 1882, că π (pi) este număr transcendent, adică nu este o rădăcină a niciunui polinom cu coeficienți raționali.

## Biografie
Ferdinand Lindemann s-a năcut pe 12 aprilie 1852 la Hanovra într-o familie de filologi. După absolvirea gimnaziului din Schwerin (Mecklenburg) în 1870, a urmat să studieze matematica la Universitatea Georg-August din Göttingen. A absolvit studiile în 1873 la Universitatea Friedrich-Alexander din Erlangen-Nürnberg.
Activitate:
- 1877: susținerea disertației (tezei de doctorat) la Universitatea din Würzburg
- 1877–1883: profesor la Universitatea din Freiburg
- 1883–1893: Universitatea din Königsberg
- 1893–1923: Universitatea din München

## Demonstrația transcendenței
În 1882, Lindemann a publicat rezultatul pentru care este cel mai bine cunoscut, transcendența lui π. Metodele lui au fost similare cu cele folosite nouă ani mai devreme de Charles Hermite pentru a arăta că e, baza logaritmilor naturali, este transcendent.